# Öreg-kői 2. sz. zsomboly
Az Öreg-kői 2. sz. zsomboly a Duna–Ipoly Nemzeti Parkban lévő Gerecsei Tájvédelmi Körzetben, Bajót külterületén található egyik barlang. Magyarország fokozottan védett barlangjai közül az egyik volt.

## Leírás
A Gerecse hegységben, Bajót külterületén lévő Öreg-kő meredek, sziklafalakkal tagolt K-i oldalában, erdőben, 286,1 m tszf. magasságban van a barlang É-ra tekintő, természetes jellegű, szabálytalan alakú, 2,5 m széles, 2 m magas és vízszintes tengelyirányú bejárata. Az Öreg-kői 2. sz. zsomboly bejáratától 7 m-re, annak bejáratától kissé lejjebb van a Bajóti Ördög-lyuk bejárata. A Bajót központjából a Jankovich-barlanghoz vezető, kék barlangjellel jelzett turistaút mellett helyezkedik el az Öreg-kői 2. sz. zsomboly bejárata. Ezen az úton haladva, az Öreg-kői-forrás után, az út jobb oldalán lévő sziklafalak kezdeténél található Bajóti Lepkés-barlangot elhagyva, a bozótos és meredek hegyoldalon kell felmenni az Öreg-kői 2. sz. zsomboly sziklafal tövében nyíló bejáratához.
Avar, növénytörmelék van felhalmozódva a barlangbejárathoz közeli részeken lévő agyagos aljzaton. A barlangfalak itt nagyon algásak, mohásak, és sok felirat van a jobb oldali részen. Befelé emelkedő bejárati folyosójának, mely a bejárathoz viszonyítva magasabb, elülső 10 m-re 1,2–2,5 m széles, 1,5–3,5 m magas, de beljebb sokkal szűkebb. (A bejárati folyosóban már nincs elegendő természetes fény, ezért lámpával kell itt világítani.) A szép oldott gömbüstökkel díszített, poros járatban megfigyelhetők pusztuló cseppkőbekérgezések, kis állócseppkövek és cseppkőlécek. Festett felirat itt is található, de vannak rongált kis függőcseppkövek is. A meredekebb résznél, bal oldalon (alaposabban körülnézve) látszanak kis méretű tetaráta medencék és kis farkasfogas zászlók (ezek egyelőre épek). Innentől alacsonyodik a belmagasság, majd következik egy átbújó, ami felett van egy ablak. Az alul négykézláb átjárható, felül pedig átmászható rész után, a folyosó 10. és 12. méterénél kezdődik két (függőleges) kis akna (azaz egy kettős akna), amelyek 2,5 m után összeolvadva vezetnek a barlang 9 m mélyen fekvő alsó részébe.
A kettős akna felett található egy cementált kőtörmelékkel záródó kürtő, míg az aknák felett átmászva, néhány méteres kis járat vezet a felső rész végpontjára, ahol a falak már nedvesek. Pókok, rovarok, rókaürülék, pusztuló cseppövek és montmilch figyelhetők meg errefelé. Érdemes lecsúszni a kettős akna bejárat felőli letörésén, ahol látszanak száradási repedések. Néhány méterrel lejjebb egyesül a két ág, egy falba vert ácskapocshoz ki van kötve egy régi kötél, amit valószínűleg az alkalmi barlanglátogatók használnak kapaszkodásra. Jobbra indul egy szűk kis kuszoda, aminek el van tömődve a vége, arra (régebben) ismertek voltak szűk járatok, amit Juhász Márton szóbeli közlése alapján tudunk. Tovább lefelé megint található egy jobb oldali ág, itt már vizesek a falak, az agyagos aljzatot pedig kőtörmelék, szemét borítja. Innen még néhány métert lehet lefelé mászni, majd a barlang bontott végpontja következik. Borsókövek látszanak a falakon, de vannak kormozott feliratok is, az aljzatot pedig kőtörmelék, fatörmelék borítja. Az akna egyszerű sziklamászással járható.
A barlang felső triász vastagpados mészkőben (Dachsteini Mészkő Formáció) lévő ÉÉK–DDNy irányú törésvonalak mentén jött létre. Formakincse alapján megállapítható, hogy karsztvízszint alatti termálkarsztos üregtágulás miatt (karsztvízszint alatti oldódás miatt) keletkezett. Felső részén láthatók szép gömbüstös és gömbfülkés oldásformák, viszont alsó része kimondottan hasadékjellegű. A felső részen falait kisméretű, de változatos cseppkőképződmények, az alsó részen pedig (kis foltokban) borsóköves kiválások ékesítik. Általában nedves az alsó végponti része. Általában nem észlelhető a barlangban légmozgás. Nyáron és ősszel levegőjének szén-dioxid tartalma elérheti a 4–5 tf%-ot is. Az engedély nélkül megtekinthető barlangban csak elektromos lámpával szabad világítani.
Gyakran látogatják rókák a barlangot. A barlangban megfigyeltek kis patkósdenevéreket és közönséges denevéreket. A barlang (az észlelési adatok és a néha fellelhető friss ürülék alapján) kis faj- és egyedszámú állandó téli és alkalmi nyári denevérszálláshelynek tekinthető.
1982-ben volt először Öreg-kői 2. sz. zsombolynak nevezve a barlang az irodalmában. Előfordul a barlang az irodalmában II. sz. aknabarlang (Leél-Őssy 1954), II. sz. zsomboly (Leél-Őssy 1954), Bajóti 2. sz. zsomboly (Polacsek, Ba 2018), Bajóti Öreg-kői-zsomboly II. (Bertalan, Schőnviszky 1976), Öreg-kői 2 sz. zsomboly (Székely 1994), Öregkői 2. sz. zsomboly (Kordos 1980), Öregkői II. sz. zsomboly (Jakucs, Kessler 1962), Öregkői 2. zsomboly (Bertalan 1976) és Öregkői II. zsomboly (Vigh 1937) neveken is. A 2003-ban megjelent Magyarország fokozottan védett barlangjai című könyvben meg van említve, hogy az Öreg-kői 1. sz. zsomboly egyik névváltozata az Öreg-kői 2. sz. zsomboly.

## Kutatástörténet

### 1913–1954
Az 1913. évi Barlangkutatásban szó van arról, hogy az Öreg-kői 1. sz. zsombolyon kívül van még egy zsomboly az Öreg-kőn. Ez az Öreg-kő É-i lejtőjének lábánál, közel a völgytalphoz található. Az Öreg-kői 1. sz. zsombolynál kisebb, feneke elérhető, de nem ágazik el. Eliszaposodott, mint a többi hasonló fajtájú víznyelő. A Turisták Lapja 1931. évi évfolyamában kiadott tanulmány szerint a bajóti jegyző kérte a Magyarhoni Földtani Társulat Barlangkutató Szakosztályát, hogy kutassa át az Öreg-kő gerincvonulatának D-i lejtőjén tátongó két zsombolyt. Bekey Imre Gábor ezután Jordán Károllyal és Scholtz Pál Kornéllal felkereste ezt az ismert helyet, de a zsombolyok aljáig nem jutottak el, mert Jordán Károly azt mondta, hogy szerinte ez a két zsomboly szénsavval van tele. Lebocsátott lámpájuk tényleg kialudt. A zsombolyok azonban nem lehettek mérgező gázokkal tele és a lámpát valószínűleg a huzat oltotta el, mert nem sokkal utánuk két bátor fiatalember kötélfelszerelés nélkül lejutott a két zsomboly aljáig, ahol sok guanót találtak.
A Turisták Lapja 1937. évi évfolyamában ismertetve lett, hogy az Öregkői II. zsomboly Bekey Imre Gábor (1913) szerint az Öreg-kő É-i lejtőjének lábánál, közel a völgytalphoz helyezkedik el. Az Öreg-kői 1. sz. zsombolynál kisebb, nem elágazó, eliszaposodott aljú zsomboly. Az 1937. évi Barlangvilágban megjelent és Kadić Ottokár által a német és magyar barlangkutatók 1927. évi kongresszusáról írt visszaemlékezésben az olvasható, hogy 1927. szeptember 23-án a kongresszus résztvevői a Jankovich-barlanghoz és a közelében lévő zsombolyokhoz kirándultak.
Az 1940-ben kiadott, Gerecse és Gete hegység kalauza című útikalauzban az olvasható, hogy a Gerecse hegység vázát alkotó dachsteini mészkőben barlangok keletkeztek. A mészkőhegységekben a barlangok keletkezése rendkívül gyakori jelenség, mert a mészkő többnyire nagyon repedezett kőzet. A hasadékokon át a kőzetbe beszivárog a víz és ott oldja a mészkő anyagát, tágítja, nagyobbítja a hasadékot, míg végül barlang jön létre. A Gerecse hegység barlangjai hasonló módon alakultak ki. Az Öreg-kőn a Jankovich-barlangon kívül van a hegy K-i oldalán egy kisebb barlang és két zsomboly is. Az Öregkői II. zsomboly az Öreg-kő É-i lejtőjének lábánál, közel a völgy aljához helyezkedik el.

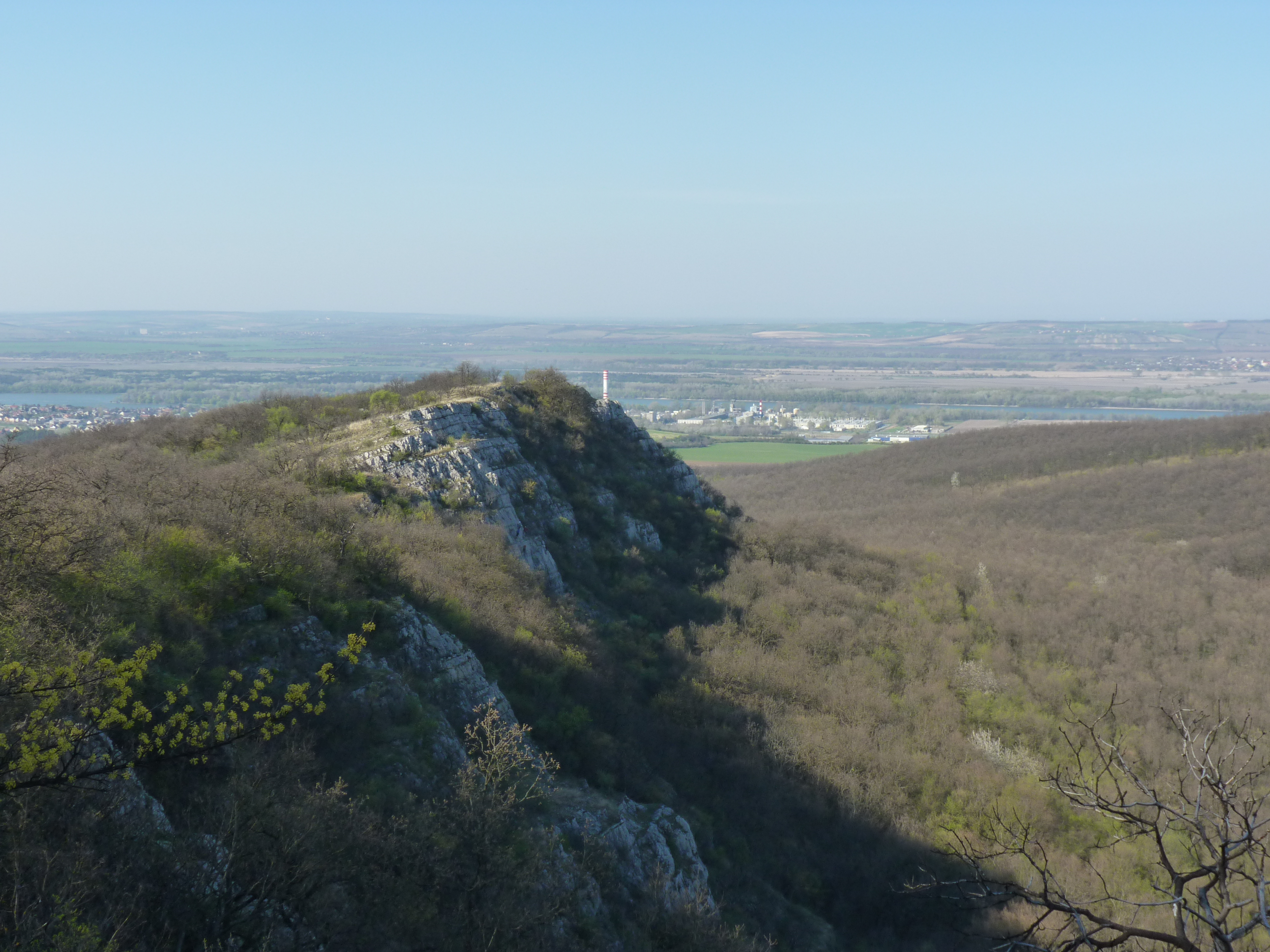
Kilátás az Öreg-kőről É-ra, az Öreg-kői 2. sz. zsomboly felé

Az 1952-ben befejezett, Kadić Ottokár által írt kéziratban két publikáció alapján lett ismertetve az Öregkői II. zsomboly. Az ismertetésben meg van említve, hogy az Öreg-kő É-i lejtőjének lábánál, közel a völgytalphoz van egy zsomboly, amely kisebb mint az Öreg-kői 1. sz. zsomboly. Az eliszaposodott zsombolyt Bekey Imre Gábor vizsgálta.
Az 1954. évi Földrajzi Értesítőben kiadott tanulmányban az van írva, hogy az Öreg-kő legjellegzetesebb és legérdekesebb formái a barlangjai. Az Öreg-kőn van a legtöbb barlang a Gerecse hegységben, amelyek szakmai szempontból nagyon értékesek és problematikusak. Az Öreg-kő összes barlangja a meredek és sziklás K-i oldalon, viszonylag közel egymáshoz és majdnem azonos szinten helyezkedik el. Az Öreg-kő gerincének É-i végén, a bajóti Öreg-kő forrás felett van a szűk II. sz. zsomboly bejárata. A bajóti Öreg-kő egyik nagyméretű barlangja a II.sz. zsomboly, helyesen aknabarlang. ÉK-re tekintő bejárata a K-i sziklafal ÉK-i végén, kb. 310 m tszf. magasságban, kb. 20 m-re a hegyláb (Öreg-kő forrás) felett van. A barlang 0,5 m magas és 0,5 m széles bejáratán át egy majdnem vízszintes, egyenes és keskeny folyosóba lehet jutni. A kb. 15 m hosszú folyosó csapásiránya ÉÉK–DDNy. A folyosó végéből egy hosszú, de nagyon szűk és majdnem függőleges (70–80°-ban lejtő) akna indul lefelé, amelynek csapásiránya azonos a felső részével. Barlangi agyaggal és törmelékkel teljesen eltömődött az akna vége.
A barlang legmélyebb pontja a bejárattól kb. 12 m-rel mélyebben van. Nincsenek a szűk barlangban termek. A felső, bejárati folyosó főtéjéből két kis vakkürtő (2–3 m) ágazik ki. Formakincse az Öreg-kői 1. sz. zsombolyéhoz nagyon hasonló, de attól szerényebb és szűkebb méretű. Az Öreg-kői 2. sz. zsomboly több szintben keletkezett emeletes barlangrendszer. Középső szintje kb. 8 m-re, alsó szintje 12 m-re található a bejárat alatt. Az összes barlangemelet egyetlen jellegzetes tektonikus hasadék mentén jött létre. Keletkezését tekintve a barlang típusos, tektonikus hasadékbarlang, amelyet a hasadékon keresztül feltört hévizek csak kis mértékben változtattak meg. Ezért szűkek a barlang járatai. A II. sz. aknabarlang csak másodsorban tekinthető hévizes barlangnak. A hévízfeltörés a pleisztocén közepén történhetett, mert az Öreg-kői 2. sz. zsomboly a Jankovich-barlangnál lejjebb, az Öreg-kői 1. sz. zsombollyal kb. azonos szinten van. De az Öreg-kői 2. sz. zsombolnyak jelleget adó tektonikus hasadék ennél sokkal idősebb, minden bizonnyal pliocén kori (alsó pannon).

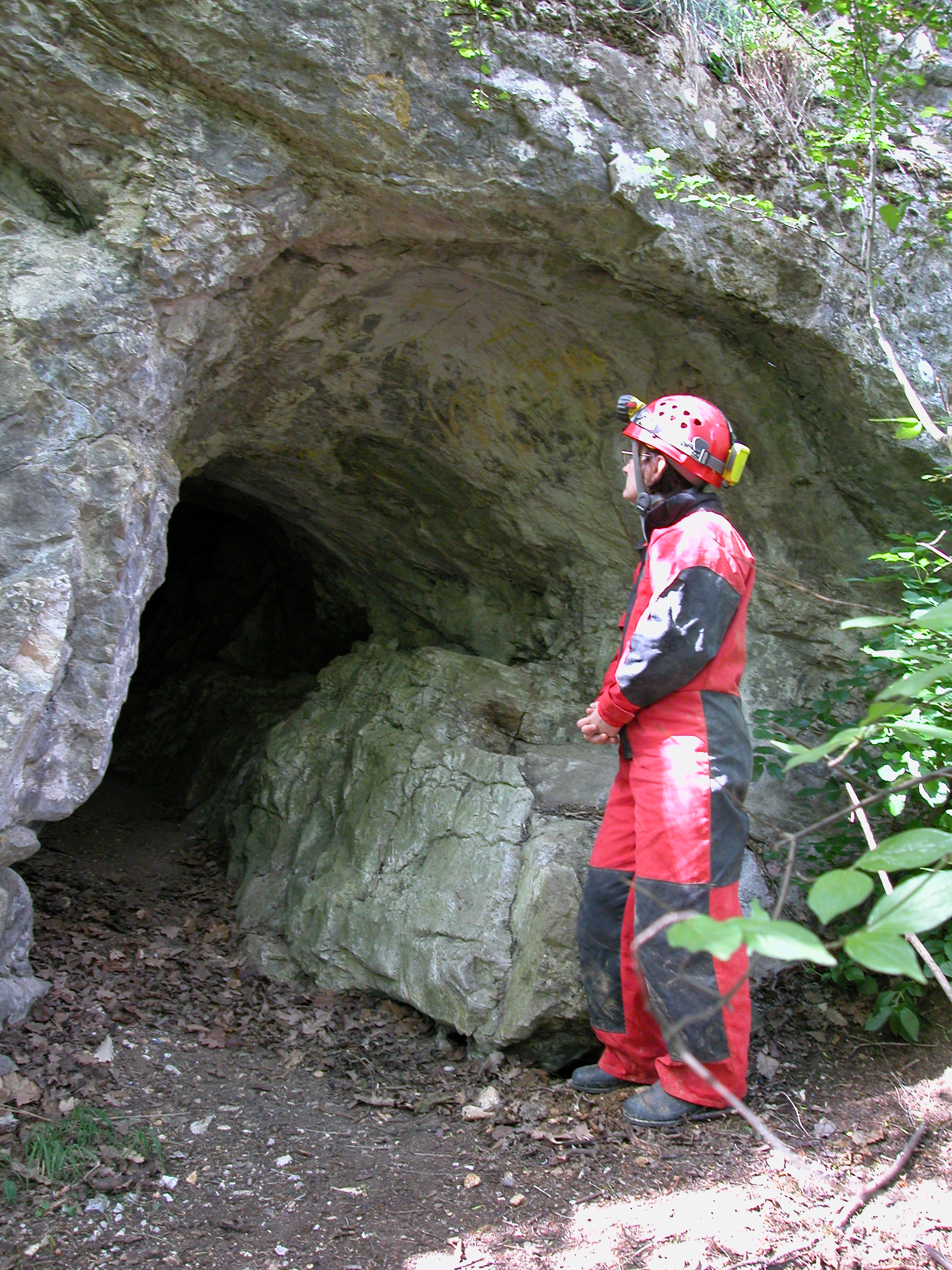
Az Öreg-kői 2. sz. zsomboly bejárata 2005-ben

A hajdan feltört hévizekből néhány helyen hidrotermális eredetű ásványok rakódtak le: főleg pizolitos aragonit, némi gipsz és nagyon apró mikrokristályokból álló barit. A kristályokon kívül több, kis gömbfülke igazolja az aknabarlang hévizes eredetét. Ma már az Öreg-kői 2. sz. zsomboly is a fiatal (újpleisztocén) kéregmozgások miatt kiemelt, száraz és pusztuló barlang. Kb. 20 m-re emelkedett a barlang az erózióbázisa (Öreg-kő forrás) fölé. A kiemelkedések miatt a hévízfeltörés megszűnt benne, és pusztulni kezdtek hidrotermális ásványképződményei. Eltömődéssel történt a barlang pusztulása. Barlangi agyag és törmelék az üreg fő kitöltő anyagai. Kicsik cseppkőképződményei.
Felső, vízszintes része a kiemelkedés előtt valószínűleg időszakos karsztos forrásbarlang volt. A kiemelkedés után ez a rész is száraz lett, tehát ma pusztuló forrásbarlangnak is tekinthető. Lazán tömődött el barlangi agyaggal és törmelékkel a barlang. Érdemes lenne feltárni, mert elképzelhető, hogy a már ismert részek alatt még nagyobb, részben eltömődött járatok vannak. A Jankovich-barlangból hiányoznak ugyan a hidrotermális eredetű ásványlerakódások, de a közelben lévő, nagyjából azonos szinten elhelyezkedő és részben hasonló formájú zsombolyokban megtalálhatók a hévizes ásványképződmények. A tanulmányba bekerült a bajóti Öreg-kő és környékének helyszínrajza (terv.: Leél-Őssy Sándor, rajzolta: Németh L.). A rajzon jelölve van, hogy hol helyezkedik el az Öreg-kői 2. sz. zsomboly.

### 1956–1994
Az 1956. évi Földrajzi Értesítőben publikálva lett, hogy a bajóti Öreg-kőben van viszonylag a legtöbb barlang a Központi-Gerecsében. Az Öreg-kőről kisebb-nagyobb aknabarlangok és forrásbarlangok egész sorát írták le a barlangkutatók. Legrészletesebben és legkorszerűbben Leél-Őssy Sándor tanulmányozta a barlangokat, aki szerint az Öreg-kő barlangjai és a két aknabarlang hévizes eredetű, amit a barit és több hidrotermális ásvány, valamint a sok gömbfülke bizonyít. A tanulmányban látható egy metszetrajz, amelyen az Öreg-kő és környéke látható. A rajzon jelölve van a II. sz. aknabarlang földrajzi elhelyezkedése. A metszet szerint a legészakabbra elhelyezkedő barlang az Öreg-kőn.
Az 1959-ben kiadott, Gerecse útikalauz című könyvben szó van arról, hogy az Öregkő-gerinc É-i végén található a II. sz. zsomboly, amelynek az új meghatározás szerint aknabarlang a helyes neve. Csak megfelelő felszereléssel lehet bejárni az Öreg-kő aknabarlangjait. Az Öreg-kő csúcsától É-ra fekszik két, csak megfelelő felkészültséggel és felszereléssel megtekinthető aknabarlang (régi nevén: zsomboly). A kiadványban látható az 1956. évi Földrajzi Értesítőben publikált metszetrajz, amelyen az Öreg-kő és környéke van ábrázolva vázlatosan. A vázlatrajzon látható az Öreg-kői 2. sz. zsomboly (II. sz. aknabarlang) földrajzi elhelyezkedése. A bajóti Öreg-kő felső triász mészkörögének viszonylagos kicsisége mellett formakincsével, ősrégészeti leleteivel és barlangjaival a Gerecse hegység talán legérdekesebb és legértékesebb helye. Akiket részletesen érdekel az Öreg-kő, azok megtalálhatják a hegy Leél-Őssy Sándor által írt részletes leírását a Földrajzi Értesítő 1954. márciusi számában.
Az Öreg-kő a nagyméretű két barlangjával (Jankovich-barlang, Baits-barlang), kőfülkéjével (Szalay-barlang), két aknabarlangjával (Öreg-kői 1. sz. zsomboly, Öreg-kői 2. sz. zsomboly) és a hegy É-i végén elhelyezkedő Öregkő-forrással a Gerecse hegység egyik legismertebb és legnevezetesebb túracélpontja. A barlangok előtt található magas, pados sziklafal tetejéről K-re félkörben nagyon szép kilátás van a Dunától kezdve a Gete és a keleti dombvidék erdős magaslataira, illetve a Kő-hegyre. Az Öreg-kői 2. sz. zsomboly, de leginkább az Öreg-kői 1. sz. zsomboly szpeleológiai (barlangtani) szempontból nagyon érdekes, de csak kötél vagy hágcsó használatával látogatható. Az Öreg-kő hatalmas szirtjei, gyönyörű kilátása és messze földön híres barlangjai a turisták érdeklődésére méltán számíthatnak.

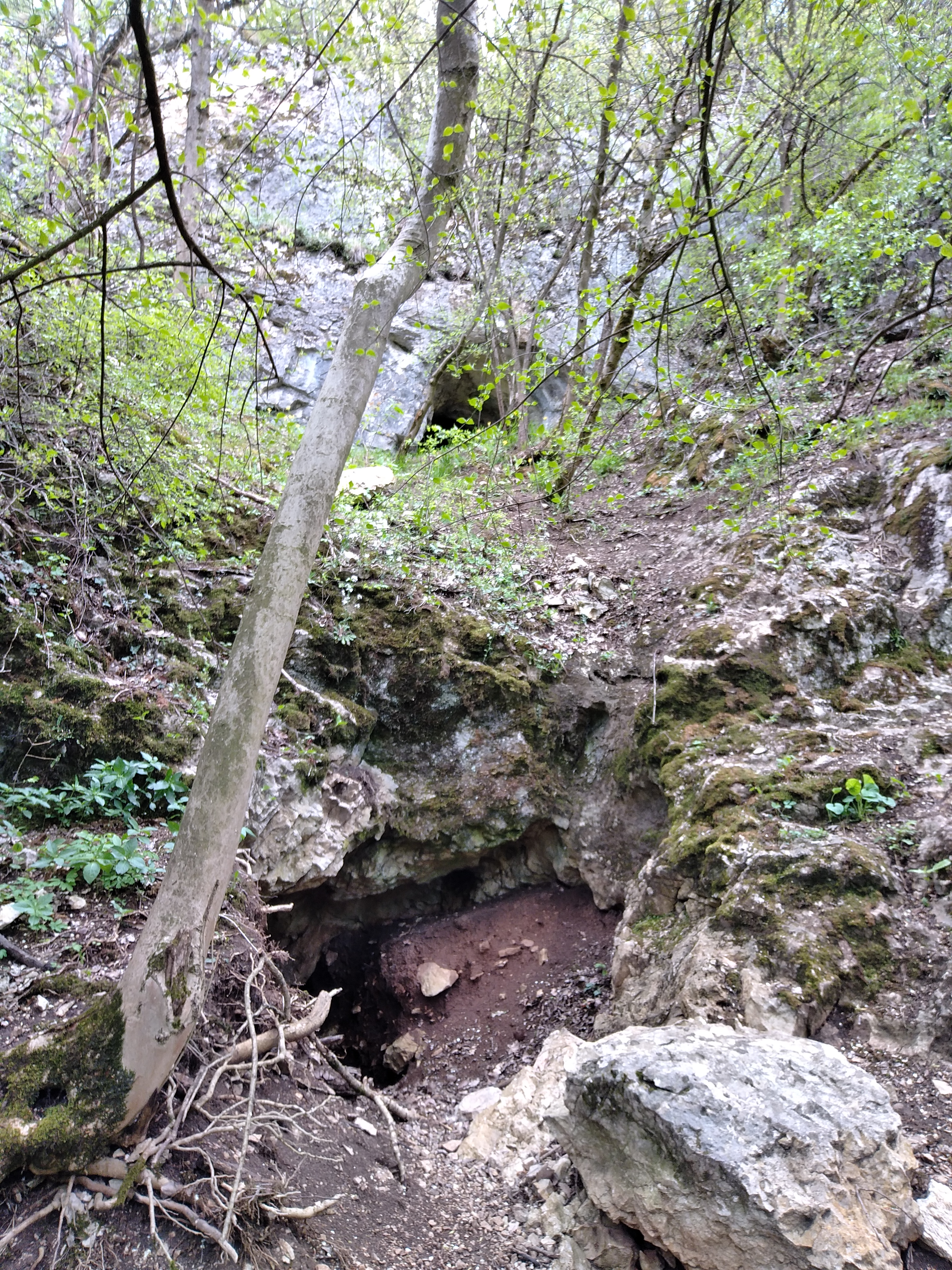
A Bajóti Ördög-lyuk bejárata (alul) és az Öreg-kői 2. sz. zsomboly bejárata (felül) 2021-ben

Az 1962-ben kiadott, A barlangok világa című könyvben az van írva, hogy az Öregkői II. sz. zsomboly bejárata az Öreg-kő meredek K-i oldalának É-i végén, az Öregkői-forrás felett van. Az Öreg-kői 1. sz. zsombolyhoz hasonló, de szűkebb és kevésbé mély barlang. 15 m hosszú és keskeny, vízszintes folyosóval kezdődik, amelynek végén függőleges, 12 m mély és szűk hasadék van. Törmelék tömi el a hasadék alját. A hévizes eredetű aknabarlang tektonikus hasadék mentén jött létre. Sok baritkristály van benne, de ezek aprószeműek. Fokozott elővigyázatosság kell bejárásához, mert alján magas a levegő szén-dioxid tartalma. Leél-Őssy Sándor kutatta. A Fényes Elek Barlangkutató Csoport 1969-ben felmérte az Öreg-kői 1. sz. zsombolyt és az Öreg-kői 2. sz. zsombolyt. Térképük 1969. december 31-ig le lesz adva. 1969-ben nem sikerült elkezdenie a csoportnak a Lengyel-barlang és az öreg-kői zsombolyok összehasonlító klimatológiai vizsgálatát, mert Markó László mással volt elfoglalva.
1976-ban vált országos jelentőségű barlanggá a 4600-as (Gerecse hegység) barlangkataszteri területen lévő Öregkő II.sz.-zsomboly (Bajót). Az 1976-ban befejezett és Bertalan Károly által írt Magyarország barlangleltára című kéziratban szó van arról, hogy a Gerecse hegységben, Bajóton helyezkedik el az Öregkői 2. zsomboly. Az Öreg-kő É-i lejtőjének lábánál, a völgytalp felett van a bejárata. A forrás felett kb. 20 m-re, sziklafal aljában, kb. 310 m tszf. magasságban van a 140×70 cm-es barlangbejárat. A hévizes eredetű szenilis forrásbarlang 15 m hosszú és 12 m mély. Levegőjének magas a szén-dioxid tartalma. A kézirat barlangot ismertető része 4 irodalmi mű alapján lett írva.
A Bertalan Károly és Schőnviszky László által összeállított, 1976-ban megjelent Magyar barlangtani bibliográfia barlangnévmutatójában meg van említve a Gerecse hegységben lévő barlang Bajóti Öreg-kői-zsomboly II. (A kisebbik zsomboly.) néven. A barlangnévmutatóban fel van sorolva 5 irodalmi mű, amelyek foglalkoznak a barlanggal. Az 1976-ban összeállított országos jelentőségű barlangok listájában lévő barlangnevek pontosítása után, 1977. május 30-án összeállított országos jelentőségű barlangok listáján rajta van a Gerecse hegységben, Bajóton található barlang Öregkői-2.sz.-zsomboly néven.
Az 1980. évi Karszt és Barlang 1. félévi számában publikálva lett, hogy a kiemelt jelentőségű Öregkői 2. sz. zsomboly a 4600-as barlangkataszteri területen (Gerecse hegység, Gete) helyezkedik el. A barlangnak 4661/2. a barlangkataszteri száma. Az MKBT Dokumentációs Bizottsága a helyszínen el fogja helyezni, a többi kiemelt jelentőségű barlanghoz hasonlóan, a barlang fémlapba ütött barlangkataszteri számát. A barlangkataszteri szám beütéséhez alapul szolgáló fémlap ugyanolyan lesz mint a többi kiemelt jelentőségű barlang fémlapja. 1982. július 1-től az Országos Környezet- és Természetvédelmi Hivatal elnökének 1/1982. (III. 15.) OKTH számú rendelkezése (1. §. és 3. §., illetve 5. sz. melléklet) értelmében a Gerecse hegységben lévő Öreg-kői 2. sz. zsomboly fokozottan védett barlang. Az 1982. szeptember–októberi MKBT Műsorfüzetben meg van említve, hogy a Gerecse hegységben található Öreg-kői 2. sz. zsomboly fokozottan védett barlang. A felsorolásban a barlangnevek az MKBT által jóváhagyott és használt helyesírás szerint, javított formában lettek közölve.

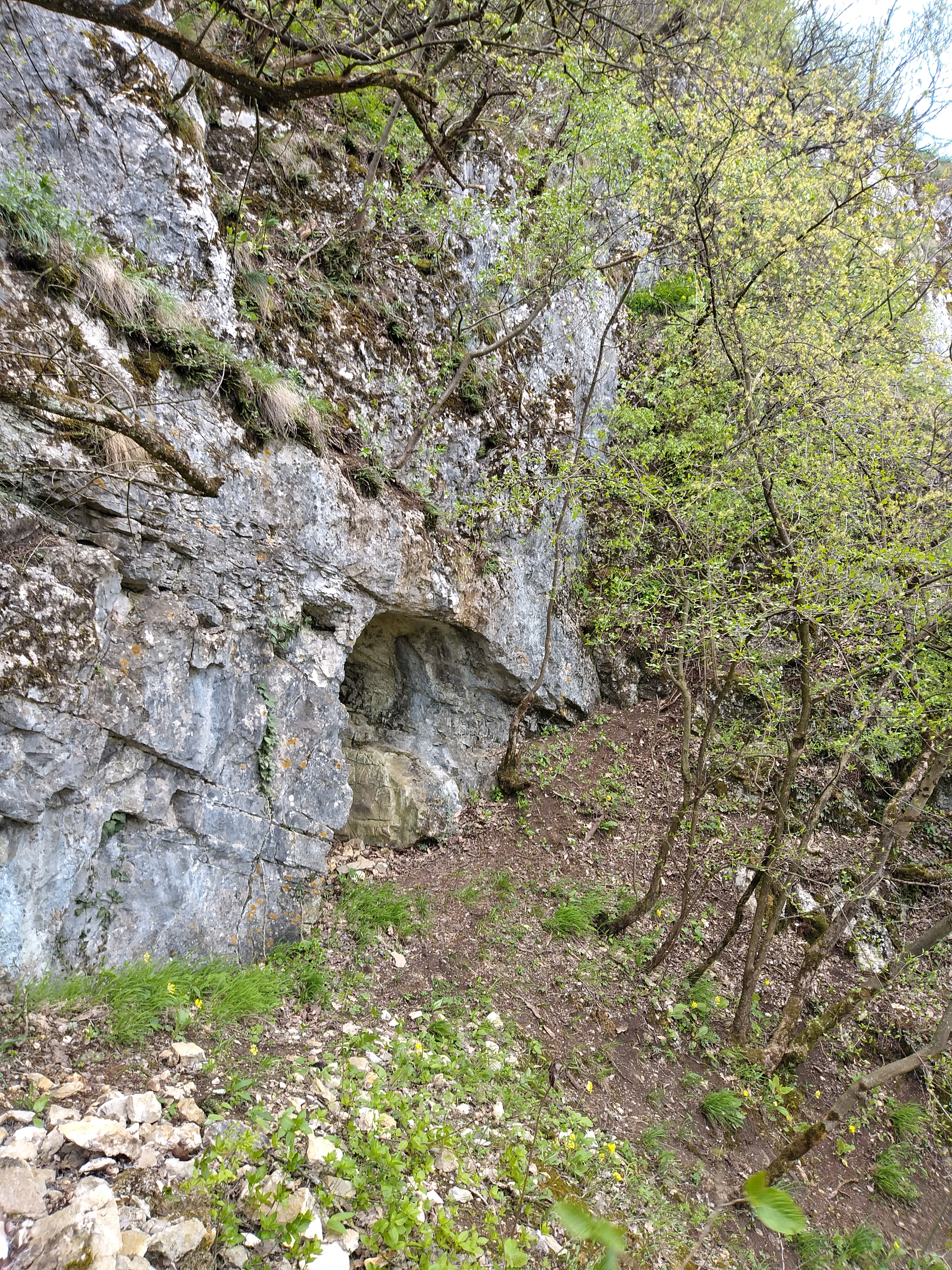
Az Öreg-kői 2. sz. zsomboly bejárata 2021-ben

Az 1984-ben megjelent, Magyarország barlangjai című könyvben meg van említve, hogy különleges ásványkincséről nevezetes a bajóti Öreg-kői 2. sz. zsomboly. A Bajót melletti Öreg-kői 2. sz. zsombolyban vannak Magyarország legnagyobb, 5–6 cm élhosszúságú barittáblái, de mennyiségük már itt is nagyon lecsökkent. A könyv országos barlanglistájában szerepel a Gerecse hegység barlangjai között a barlang Öreg-kői 2. sz. zsomboly néven. A listához kapcsolódóan látható a Dunazug-hegység barlangjainak földrajzi elhelyezkedését bemutató, 1:500 000-es méretarányú térképen a barlang földrajzi elhelyezkedése.
1988. október 1-től a környezetvédelmi és vízgazdálkodási miniszter 7/1988. (X. 1.) KVM rendeletének (6. §. 1. pont) értelmében a Gerecse hegységben lévő Öreg-kői 2. számú zsomboly fokozott védelme fel lett oldva. Az 1988. évi Karszt és Barlangban közölve lett, hogy 1988. október 1-től megszűnt a Gerecse hegységben elhelyezkedő Öreg-kői 2. sz. zsomboly fokozott védelme. Az 1991. május–júniusi MKBT Műsorfüzetben megjelent egy felhívás, amely szerint az MKBT Észak-Dunántúli Területi Szervezete kutatótábort tart 1991. július 13–21. között az Öreg-kőn. A tábor célja a terület barlangjainak feltáró kutatása (főleg az Öreg-kői 2. sz. zsomboly végpontjának és a Baits-barlang alsó járatának bontása) és dokumentálása.
Az 1994. évi Limesben napvilágot látott, Juhász Márton által írt összefoglalásban az olvasható, hogy az Öreg-kői 2. sz. zsombolyban 1986 és 1994 között végzett 9 téli és 8 nyári denevér-megfigyelés közül 7 téli volt pozitív, a nyári ellenőrzések nem jártak eredménnyel. A barlangban általában a kis patkósdenevérek 1–3 egyede telel, mellettük csak 1988. december 26-án és 1989. január 15-én volt megfigyelve a közönséges denevérek 3, valamint 5 egyede. Fentiek miatt állandó téli szálláshelynek tekinthető a barlang. Az 1994. évi Limesben közölt, Székely Kinga által írt dolgozatban az van írva, hogy a 4661/12 barlangkataszteri számú Öreg-kői 2 sz. zsomboly másik neve Bajóti Öreg-kői-zsomboly II.. Bertalan Károly barlangleltárában a 63-as számú cédulán szerepel az üreg. A Barlangtani Intézetben nincs a barlangnak kataszteri törzslapja, térképe és fényképe, de kutatási törzslapja és irodalmi törzslapja van.

### 2003-tól
A 2003-ban megjelent, Magyarország fokozottan védett barlangjai című könyvben meg van említve, hogy az Öreg-kői 1. sz. zsomboly egyik névváltozata az Öreg-kői 2. sz. zsomboly.
2003-ban, a Duna–Ipoly Nemzeti Park Igazgatóság megbízásából, az Országos Barlangnyilvántartás számára elkészültek a barlang térképei. Az Ariadne Karszt- és Barlangkutató Egyesület két tagja, Kovács Ádám és Kovács Jenő mérték fel a barlangot, majd (a felmérés adatainak felhasználásával) Kovács Jenő megrajzolta, Kovács Richárd megszerkesztette a barlang alaprajz térképét, hosszmetszet térképét és keresztmetszet térképét. Az alaprajz térképen megfigyelhető a keresztmetszet elhelyezkedése a barlangban. A térképek két térképlapra lettek rajzolva. A térképlapokon jelölve van az É-i irány. A térképek szerint a 4661-12 barlangkataszteri számú Öreg-kői 2. sz. zsomboly 52 m hosszú, 6,3 m mély és 7,5 m magas.
A barlang 2003-ban készült felmérési jegyzőkönyve szerint is 52 m hosszú, 6,3 m mély és 7,5 m magas a barlang. A zsomboly 2003 júniusában, több lépcsőben lett felmérve. Először a sokszögvonalakat vették fel, ami polygonzsinór, függőkompasz, lógatott fokív, illetve acél mérőszalag segítségével történt. Befúrt, rozsdamentes csavarokat szükség szerint helyeztek el. Az adatok kiértékelése Prépostffy Zsolt barlangtérképező programjával történt. A kinyomtatott, 1:100 méretarányú polygonvonalakra rárajzolták a helyszínen a járat kontúrvonalát és a jellemző tereptárgyakat, illetve felvették a barlang hossz-szelvényét. A felmérésben részt vettek: Kovács Ádám, Kovács Jenő és Kovács Richárd, akik az Ariadne Karszt- és Barlangkutató Egyesület tagjai.
| Ponttól | Pontig | Hossz | Irány | Lejt   | Megjegyzés                                 |
| ------- | ------ | ----- | ----- | ------ | ------------------------------------------ |
| 0       | 1      | 6,11  | 204,5 | 23,3   | jobb oldali fal, 1 m magasan               |
| 1       | 2      | 3,82  | 171   | 27     | bal oldali fal, 90 cm magasan, ablak előtt |
| 2       | 3      | 2,06  | 205,5 | –8,6   | akna felett, jobb oldali falon             |
| 3       | 3A     | 6,22  | 182   | –4     | járat vége                                 |
| 3       | 4      | 4,92  | 133   | –56    | bal oldalon lévő kősarok                   |
| 4       | 4A     | 2,17  | 238   | 35     | –                                          |
| 4A      | 4B     | 2,2   | 184,5 | –16,75 | szűkülésnél, bal oldalon                   |
| 4       | 5      | 2,63  | 149   | –62,8  | akna alján, 1 m magasan                    |
| 5       | 5A     | 4,64  | 211   | –9     | járat vége előtti szűkület, jobb oldalon   |
| 5       | 6      | 3,26  | 52    | –43,3  | jobb oldali fal, 1 m magasan               |
| 6       | 7      | 4,21  | 49    | –47    | járat alja                                 |

A barlang 2003. június 22-én, helyszíni szemle és BTI kataszteri felvétel alapján készült nyilvántartólapja szerint a 4661-12 barlangkataszteri számú Öreg-kői 2. sz. zsomboly (Bajóti Öreg-kői-zsomboly II.) a Keleti-Gerecsében lévő Bajóton (Komárom-Esztergom megye) található. (A kataszteri felvételt az Ariadne Karszt- és Barlangkutató Egyesület két tagja, Kovács Richárd és Szabó Evelin készítették.) Az üreg bejáratának koordinátái: X: 614361, Y: 265122, Z: 286,1. Hegyoldalon lévő sziklafal tövében, cserjésben van a barlang 2,5 m széles, 2 m magas, természetes jellegű, szabálytalan alakú és vízszintes tengelyirányú bejárata. A barlang részletes felmérés és becslés alapján 52 m hosszú, 13,8 m függőleges kiterjedésű, 7,5 m magas, 6,3 m mély és 20,7 m vízszintes kiterjedésű. Triász mészkőben (Dachsteini Mészkő Formáció) húzódik az üreg. A barlang kialakulását előkészítette a tektonika. Az üreg karsztvízszint alatti oldódás miatt jött létre, de jelenleg inaktív. A többszintes, elágazó térformájú barlang talpának lejtésviszonyai változóak. A barlang jellemző szelvénytípusa a hasadék. Az üregben van kürtő, akna, gömbfülke, gömbüst és száradási repedés.
Kondenz borsókő, cseppkőbekérgezés, cseppkőléc, kicsi állócseppkövek, kicsi függőcseppkövek, kicsi cseppkőoszlopok, visszaoldott cseppkő, farkasfogas zászlók, kicsi tetarátamedencék és montmilch figyelhető meg a barlangban. Szervetlen, helyben keletkezett törmelékkitöltése omladékból, kőzettörmelékből áll. Szervetlen, behordott törmelékkitöltését sok agyag alkotja. Szerves kitöltése: avar, növénytörmelék, alga, moha és gyökerek. A helyszíni szemlét végzők megfigyeltek a barlangban pókot, rovart, sok rókaürüléket és valamilyen dögöt. Kormozás, hulladék és feliratok vannak benne. Időszakosan csepegő víz jelenik meg az üregben. A levegő szén-dioxid tartalma helyszíneléskor 4,9% volt a barlang mélypontján. Tematikus feldolgozás: irodalom, leírás és fénykép. Barlangleltári szám: Gerecse 63. 1937-ben (Turisták Lapja) lett először említve a barlang az irodalomban. A meredek terepen megközelíthető barlang sziklamászással, barlangjáró alapfelszerelésben járható. Megtekintéséhez nem szükséges engedély. A kissé megváltoztatott barlang ásványkiválásai kissé meg vannak rongálva, aljzata pedig taposott, áthalmozott, mélyített.
Illetékes természetvédelmi hatóság: Duna–Ipoly Nemzeti Park Igazgatóság. Jogi státusz: a természetvédelemről szóló 1961. évi 18. sz. tvr. A barlang felszínének védettsége: az Országos Természetvédelmi Hivatal elnökének 15/1977. OTvH számú határozata a Gerecsei Tájvédelmi Körzet létesítéséről. A barlangbejárat az állam tulajdona és természetvédelmi kezelés alatt áll. A barlangot hulladék és feltöltődés veszélyezteti. Kapcsolódó dokumentumok: bejárati fotók (papírkép és digitális formában). 1:100 méretarányú alaprajz térkép (felső és alsó szint külön ábrázolva, keresztszelvénnyel és hosszmetszettel, digitálisan és nyomtatott formában. 1:100 méretarányú összesítő térkép (digitálisan és nyomtatott formában). 10.000 méretarányú felszíni térkép. A barlang poligonja és felmérési jegyzőkönyve (digitálisan és nyomtatott formában). Megjegyzések, javaslatok: magas szén-dioxid koncentráció. A barlangban lévő kettős akna alsó összekapcsolódásánál, jobbra kezdődik egy kis kuszoda. Helyszíneléskor, a kuszoda elülső részében volt egy rothadó állattetem.
A Juhász Márton által írt, 2007-ben kiadott tanulmányban az olvasható, hogy a Bajóton (Komárom-Esztergom megye) elhelyezkedő Öreg-kői 2.sz. zsomboly (Bajóti Öreg-kői-zsomboly II.) közhiteles barlangnyilvántartási száma 4661-12, UTM-kódja CT18C3. A barlang 52 m hosszú, 13,8 m függőleges kiterjedésű, 13,8 m magas és 6,3 m mély. A barlangban a Gerecse Barlangkutató és Természetvédő Egyesület 1986 és 2006 között 20 téli, 2 tavaszi, 20 nyári és 1 őszi (összesen 43) denevér-megfigyelést végzett, amelyek közül 12 téli, 2 tavaszi és 2 nyári (összesen 16) volt pozitív. Ezek során 2 denevérfaj: kis patkósdenevér (Rhinolophus hipposideros) és közönséges denevér (Myotis myotis) jelenlétét állapították meg az egyesület tagjai. Az észlelési adatok és a néha fellelhető friss ürülék alapján a barlang kis faj- és egyedszámú állandó téli és alkalmi nyári denevérszálláshelynek tekinthető. A szabadon látogatható barlang közkedvelt kirándulóhely közelében van, de bejáratának megközelítési, megtalálási nehézségei miatt nem fenyegeti számottevő emberi zavarás. Jelenleg nincs szükség védelmi intézkedésre, beavatkozásra.
| Dátum               | Rhin. hip. | Myo. myo. | Indet sp. |
| ------------------- | ---------- | --------- | --------- |
| 1988. január 24.    | 1          | –         | –         |
| 1988. december 26.  | –          | 3         | –         |
| 1989. január 15.    | 2          | 5         | –         |
| 1990. február 17.   | 1          | –         | –         |
| 1991. február 23.   | 1          | –         | –         |
| 1992. március 1.    | 3          | –         | –         |
| 1993. március 13.   | 1          | –         | –         |
| 1994. július 23.    | 1          | –         | –         |
| 1997. január 19.    | 2          | –         | –         |
| 1998. január 24.    | 3          | –         | –         |
| 1999. február 21.   | 2          | –         | –         |
| 2000. február 19.   | 1          | –         | –         |
| 2001. február 10.   | 1          | –         | –         |
| 2004. augusztus 21. | –          | –         | 1         |
| 2005. december 22.  | 1          | –         | –         |
| 2006. február 12.   | 1          | –         | –         |

Polacsek Zsolt és Ba Julianna 2016. évi jelentése szerint az Öreg-kő egyik érdekes barlangcsoportja (Öreg-kői 2. sz. zsomboly, Bajóti Ördög-lyuk, Bajóti Lepkés-barlang és Húsvét-barlang) az Öreg-kői 2. sz. zsomboly környezetében helyezkedik el. Ezen a helyen az egykor kialakult üregek sokkal érintetlenebb, autentikusabb állapotban tanulmányozhatók. Ezek a barlangok termálkarsztos folyamatok során jöhettek létre, de mivel csak kissé ismertek, nincs sok nyoma létezésüknek a szakirodalomban sem. Mindegyik üregnek a sziklafalban vagy annak tövében van a bejárata. Sokkal kisebb mértékben vannak jelen bennük az emberi beavatkozás nyomai, mint az Öreg-kő másik barlangcsoportját alkotó Jankovich-barlangban, Baits-barlangban, Szalay-barlangban és esetleg az Öreg-kői 1. sz. zsombolyban. Az Öreg-kői 2. sz. zsomboly kialakulása a Duna régi kavicsteraszán, mint erózióbázison fakadó langyos vizű forrás tevékenységhez kapcsolható.

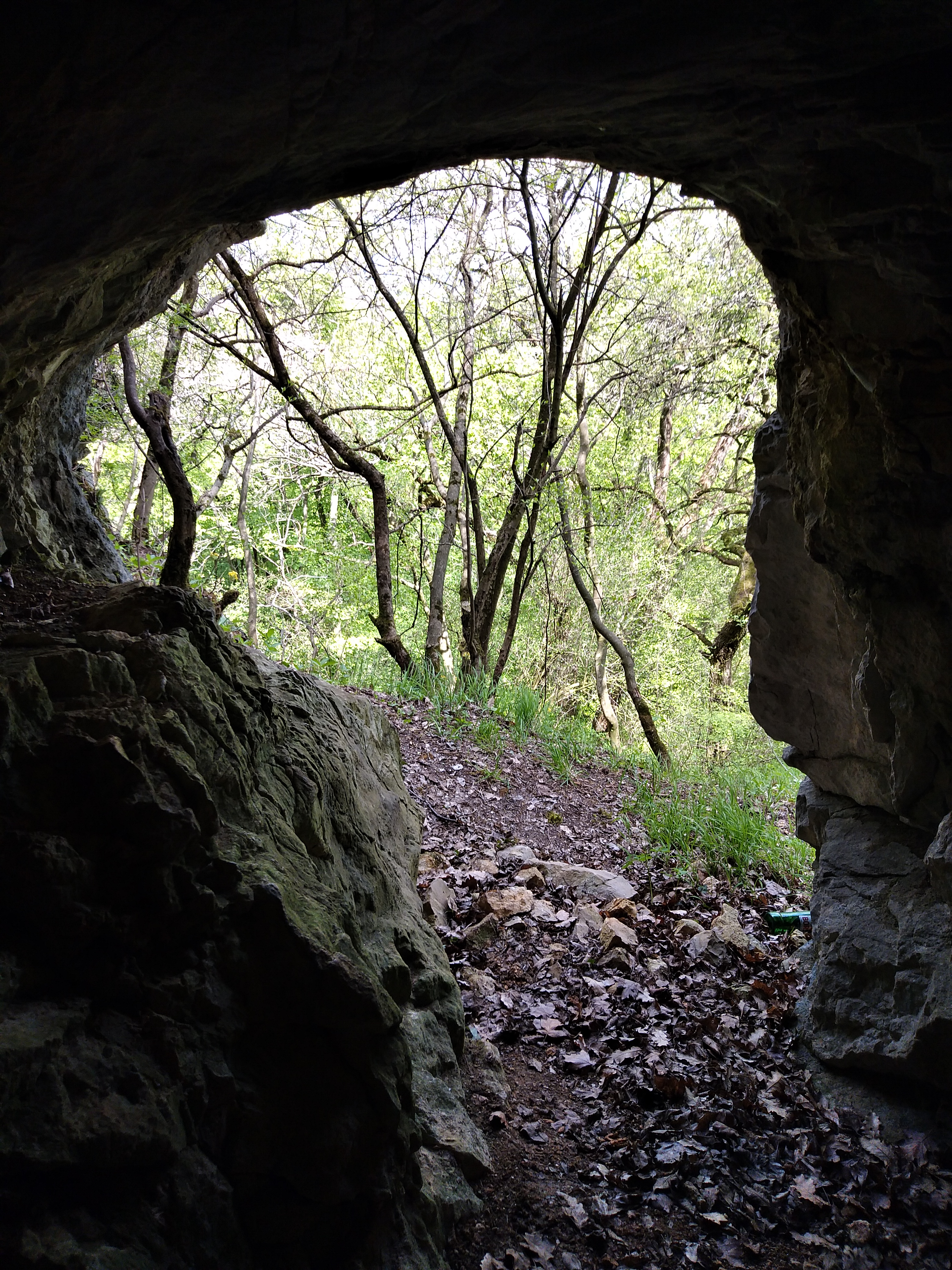
Az Öreg-kői 2. sz. zsomboly bejárati része belülről fényképezve (2021-ben készült fénykép)

A régóta ismert, zsombolyra nem nagyon hasonlító Öreg-kői 2. sz. zsomboly kutatása már régóta foglalkoztatta Polacsek Zsoltot. Az 1980-as években a Vértes László Karszt- és Barlangkutató Csoport próbálta meg kutatni a barlangot, de ez a munka a járatokban lévő levegő érzékelhetően magas szén-dioxid tartalma miatt abbamaradt. A néhány helyen tág, mindenképpen oldott formákat mutató, egyértelmű tektonikus preformáció mentén keletkezett barlang az Ariadne Karszt- és Barlangkutató Egyesület felmérése szerint 52 m hosszú és 13,8 m mély. Polacsek Zsolték úgy gondolták, hogy a feltáró munkát két ponton célszerű folytatni a barlangban. Valószínűleg a mélypont mélyítésével új, esetleg a barlangot létrehozó hasadék alsó, még ismeretlen részeit lehetne felfedezni. De az itt végzett bontómunka a levegő magas szén-dioxid tartalma miatt most is majdnem lehetetlen volt.
Sokkal biztatóbbnak tűnt a barlang -1. szintjét kutatni. Egyrészt innen szén-dioxidban nem dús levegő áramlik a barlang többi részébe. Másrészt a lapos és szűk járatokban tovább lehetett látni hasadékirányban. Sokáig tartó véséssel és a járattalp kisebb arányú mélyítésével 2 nap alatt sikerült bejutni egy szűk hasadék tágulatába. Ezen a helyen kitágult a barlang és szűken, de ember számára járhatóan folytatódott. Az itt feltárt rész 23 m hosszú, de később további munkával még 5 m-t sikerült előrejutni. A barlang jelenleg 80 m hosszú és mélysége változatlan.
A kéziratban szó van arról is, hogy a Bajóti Ördög-lyuk nyilvánvalóan összefügg az Öreg-kői 2. sz. zsombollyal. A két barlang bejárata csak 7 m-re van egymástól. Mivel mindkét bejáratnál légmozgás tapasztalható, alapos volt a gyanú, hogy itt egy azonos üregrendszerben keletkezett körhuzat jött létre. Az elkészült térképek alapján az Öreg-kői 2. sz. zsomboly és a Bajóti Ördög-lyuk 6 m-re közelítik meg egymást, de jelenleg nem lehetséges az összekapcsolásuk. Mivel annak eldöntése, hogy a Bajóti Ördög-lyuk az Öreg-kői 2. sz. zsomboly része, vagy sem, nem Polacsek Zsolt feladata, ezért itt abbahagyták a kutatómunkát. A kéziratba bekerült az Öreg-kői 2. sz. zsomboly és a Bajóti Ördög-lyuk alaprajz térképe, amelyek egy közös térképlapra vannak szerkesztve. A Polacsek Zsolt és Ba Julianna által szerkesztett, 1:200 méretarányú térképlap 2017 januárjában készült. A térképlap elkészítéséhez Polacsek Zsolt és Ba Julianna mérték fel a két barlangot és környéküket.
Polacsek Zsolt és Ba Julianna 2017. évi jelentésében az olvasható, hogy a bajóti Öreg-kő É-i oldalában, az öreg-kői forrás feletti sziklafalban lévő barlangok további lehetőségeket nyújtanak a kutatóknak. A Bajóti 2. sz. zsomboly alatt van a Bajóti Ördög-lyuk bejárata. Eredetileg a Bajóti 2. sz. zsomboly volt a terület fő kutatási célpontja. A Bajóti 2. sz. zsombolyról már korábban is készültek írott anyagok és érdekes kutatási pontnak tűnt huzatoló végpontja. Polacsek Zsolték a munka elején a bejárattal azonos szintben lévő (az első szint ahová le kell mászni) szinten kezdték kutatni és már az első napokban egy szűkület áttörésével kb. 25 m-t nőtt a barlang hossza. Az új rész végpontja egy lapos, de szellős, járhatatlan járat. A barlang felső triász dachsteini mészkőben jött létre. Falait néhány, nehezen felfedezhető helyen apró barittáblák díszítik, amelyek a termális kialakulást bizonyítják. A barlang kutatása továbbra is biztató, de kétségtelenül sok munka kell ahhoz. A Húsvét-barlang az Öreg-kői 2. sz. zsomboly közelében van.

## Denevér-megfigyelések
| \| Dátum \| Rhin. hip. \| Myo. myo. \| Indet sp. \| \| ------------------- \| ---------- \| --------- \| --------- \| \| 1986. január 19. \| – \| – \| – \| \| 1988. január 24. \| 1 \| – \| – \| \| 1988. december 26. \| – \| 3 \| – \| \| 1989. január 15. \| 2 \| 5 \| – \| \| 1989. augusztus 12. \| – \| – \| – \| \| 1990. február 17. \| 1 \| – \| – \| \| 1990. június 28. \| – \| – \| – \| \| 1991. február 23. \| 1 \| – \| – \| \| 1991. július 13. \| – \| – \| – \| \| 1992. március 1. \| 3 \| – \| – \| \| 1993. március 13. \| 1 \| – \| – \| \| 1994. január 29. \| – \| – \| – \| \| 1994. július 23. \| 1 \| – \| – \| \| 1997. január 19. \| 2 \| – \| – \| \| 1997. július 26. \| – \| – \| – \| \| 1998. január 24. \| 3 \| – \| – \| \| 1998. július 27. \| – \| – \| – \| \| 1999. február 21. \| 2 \| – \| – \| \| 2000. február 19. \| 1 \| – \| – \| \| 2001. február 10. \| 1 \| – \| – \| \| 2001. május 13. \| – \| – \| – \| \| 2002. február 17. \| – \| – \| – \| \| 2002. augusztus 15. \| – \| – \| – \| \| 2003. január 26. \| – \| – \| – \| \| 2003. június 21. \| – \| – \| – \| \| 2004. január 24. \| – \| – \| – \| \| 2004. augusztus 21. \| – \| – \| 1 \| \| 2005. december 22. \| 1 \| – \| – \| \| 2006. február 12. \| 1 \| – \| – \| \| 2006. július 29. \| – \| – \| – \| \| 2009. január 30. \| – \| – \| – \| \| 2009. június 23. \| – \| – \| – \| \| 2010. február 17. \| 2 \| – \| – \| \| 2010. július 1. \| – \| – \| – \| \| 2011. június 30. \| – \| – \| – \| \| 2011. december 28. \| – \| – \| – \| \| 2012. július 28. \| 1 \| – \| – \| \| 2012. december 28. \| – \| – \| – \| \| 2013. március 28. \| – \| – \| – \| \| 2013. május 17. \| – \| – \| 1 \| \| 2013. június 15. \| – \| – \| – \| \| 2013. december 30. \| – \| – \| – \| \| 2014. március 1. \| 12 \| – \| – \| \| 2014. június 27. \| – \| – \| – \| |            |           |           |
| Dátum | Rhin. hip. | Myo. myo. | Indet sp. |
| 1986. január 19. | –          | –         | –         |
| 1988. január 24. | 1          | –         | –         |
| 1988. december 26. | –          | 3         | –         |
| 1989. január 15. | 2          | 5         | –         |
| 1989. augusztus 12. | –          | –         | –         |
| 1990. február 17. | 1          | –         | –         |
| 1990. június 28. | –          | –         | –         |
| 1991. február 23. | 1          | –         | –         |
| 1991. július 13. | –          | –         | –         |
| 1992. március 1. | 3          | –         | –         |
| 1993. március 13. | 1          | –         | –         |
| 1994. január 29. | –          | –         | –         |
| 1994. július 23. | 1          | –         | –         |
| 1997. január 19. | 2          | –         | –         |
| 1997. július 26. | –          | –         | –         |
| 1998. január 24. | 3          | –         | –         |
| 1998. július 27. | –          | –         | –         |
| 1999. február 21. | 2          | –         | –         |
| 2000. február 19. | 1          | –         | –         |
| 2001. február 10. | 1          | –         | –         |
| 2001. május 13. | –          | –         | –         |
| 2002. február 17. | –          | –         | –         |
| 2002. augusztus 15. | –          | –         | –         |
| 2003. január 26. | –          | –         | –         |
| 2003. június 21. | –          | –         | –         |
| 2004. január 24. | –          | –         | –         |
| 2004. augusztus 21. | –          | –         | 1         |
| 2005. december 22. | 1          | –         | –         |
| 2006. február 12. | 1          | –         | –         |
| 2006. július 29. | –          | –         | –         |
| 2009. január 30. | –          | –         | –         |
| 2009. június 23. | –          | –         | –         |
| 2010. február 17. | 2          | –         | –         |
| 2010. július 1. | –          | –         | –         |
| 2011. június 30. | –          | –         | –         |
| 2011. december 28. | –          | –         | –         |
| 2012. július 28. | 1          | –         | –         |
| 2012. december 28. | –          | –         | –         |
| 2013. március 28. | –          | –         | –         |
| 2013. május 17. | –          | –         | 1         |
| 2013. június 15. | –          | –         | –         |
| 2013. december 30. | –          | –         | –         |
| 2014. március 1. | 12         | –         | –         |
| 2014. június 27. | –          | –         | –         |

## További irodalom
- Cramer, Helmuth – Kolb, H[einrich] – Vigh [Gyula] J.: Weitere Beiträge zur Geologie ungarischer Karstgebiete. Beobachtungen im Gerecse-Gebirge. Mitteilungen über Höhlen- und Karstforschung, 1931. Berlin. 1–9., 33–40. old.